# Beni Badibanga
Beni Badibanga (Belgio, 19 febbraio 1996) è un calciatore belga, centrocampista del Forge.

## Caratteristiche tecniche
È un esterno sinistro.

## Carriera

### Club
Ha giocato nella prima divisione belga, in quella marocchina ed in quella canadese.

### Nazionale
Ha giocato nelle nazionali giovanili belghe Under-19 ed Under-21.

## Statistiche

### Presenze e reti nei club
Statistiche aggiornate al 1º giugno 2017.
| Stagione              | Squadra               | Campionato            | Campionato | Campionato | Coppe nazionali | Coppe nazionali | Coppe nazionali | Coppe continentali | Coppe continentali | Coppe continentali | Altre coppe | Altre coppe | Altre coppe | Totale | Totale |
| Stagione              | Squadra               | Comp                  | Pres       | Reti       | Comp            | Pres            | Reti            | Comp               | Pres               | Reti               | Comp        | Pres        | Reti        | Pres   | Reti   |
| --------------------- | --------------------- | --------------------- | ---------- | ---------- | --------------- | --------------- | --------------- | ------------------ | ------------------ | ------------------ | ----------- | ----------- | ----------- | ------ | ------ |
| 2015-2016             | Standard Liegi        | D1                    | 23         | 1          | CB              | 3               | 0               | UEL                | 3                  | 0                  | -           | -           | -           | 29     | 1      |
| 2016-gen. 2017        | Standard Liegi        | D1                    | 2          | 0          | CB              | 1               | 0               | UEL                | 3                  | 0                  | -           | -           | -           | 6      | 0      |
| Totale Standard Liegi | Totale Standard Liegi | Totale Standard Liegi | 25         | 1          |                 | 4               | 0               |                    | 6                  | 0                  |             | -           | -           | 35     | 1      |
| gen.-giu. 2017        | Roda JC               | ED                    | 6          | 0          | CO              | 0               | 0               |                    | -                  | -                  | -           | -           | -           | 6      | 0      |
| Totale carriera       | Totale carriera       | Totale carriera       | 31         | 1          |                 | 4               | 0               |                    | 6                  | 0                  |             | -           | -           | 41     | 1      |

## Palmarès

### Club

#### Competizioni nazionali
- Coppa del Belgio: 1

Standard Liegi: 2015-2016
- Canadian Premier League: 1

Forge: 2023